# Vergine di Norimberga

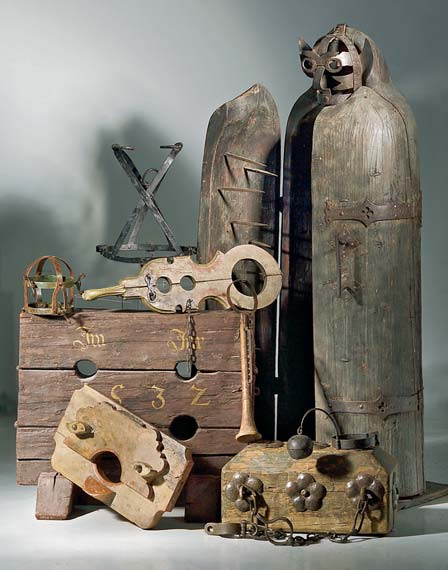
Strumenti di tortura; sulla destra una vergine di Norimberga

La vergine di Norimberga, chiamata anche vergine di ferro, è una macchina per l'esecuzione della pena di morte inventata nel XIX secolo ed erroneamente ritenuta medioevale. La macchina è un sarcofago antropomorfo di legno dotato all'interno di punte metalliche o lame che avrebbero la funzione di ferire il condannato postovi all'interno, teoricamente senza lederne gli organi vitali per prolungarne l'agonia fino alla morte.
Storicamente non si hanno prove dell'esistenza e dell'impiego della vergine di ferro. Il termine deriva da un esemplare risalente al XIX secolo proveniente dalla città di Norimberga. Così come altri oggetti del periodo, è ritenuto un falso storico creato ad arte per impressionare i visitatori dei musei. Infatti oltre a non esistere originali medievali del dispositivo, non si trovano fonti storiche che parlino di un suo impiego prima del XIX secolo. È quindi confermato che sia un mito risalente al XVIII secolo nel quale si percepiva il Medioevo come un'epoca oscura.

## Storia

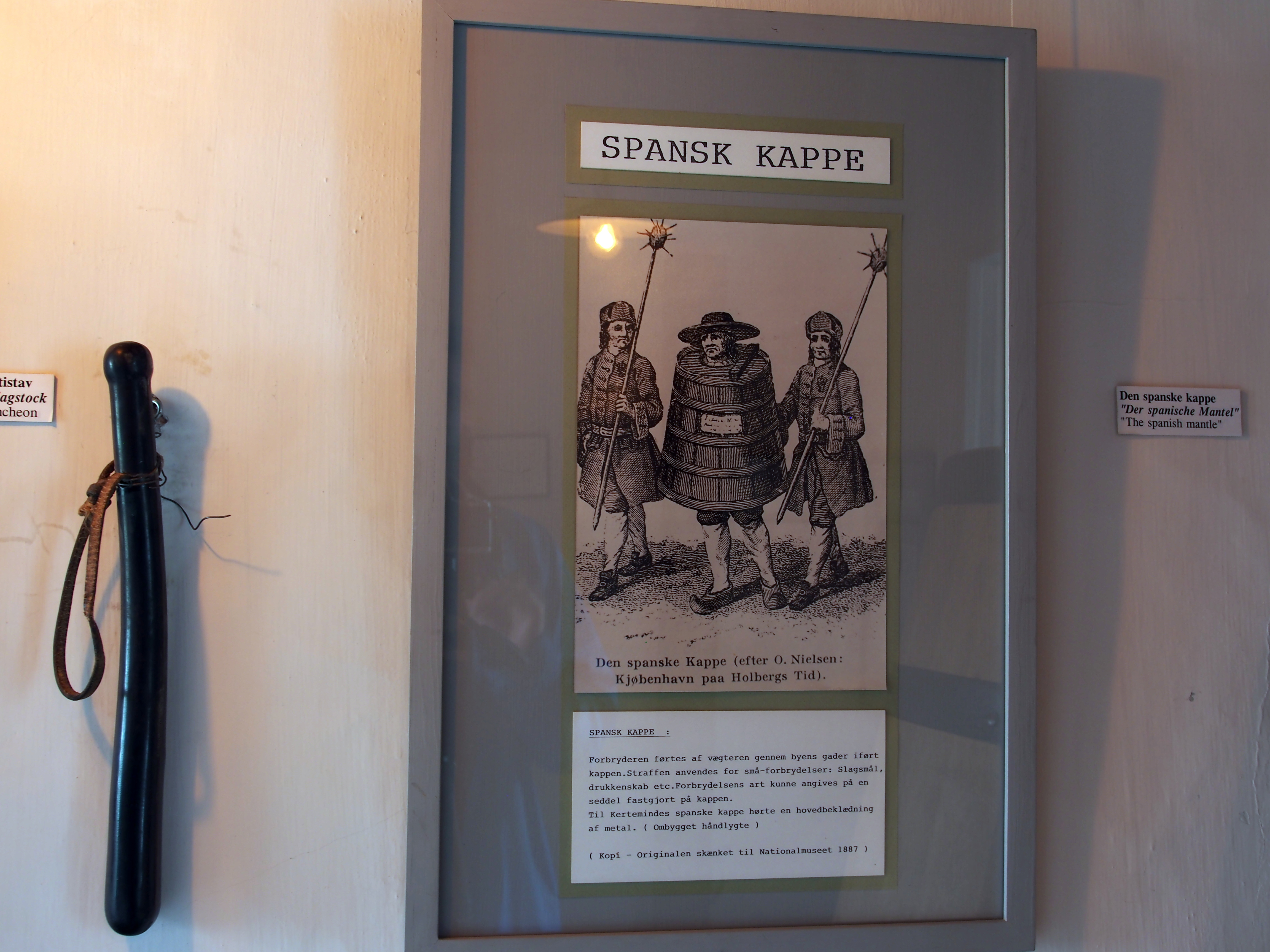
Schandmantel, Schandtonne o cappotto spagnolo al museo di Kerteminde

Ne La città di Dio, uno tra i massimi capolavori di sant'Agostino di Ippona, viene riportato che Marco Atilio Regolo, un politico e militare romano, venne rinchiuso in una scatola con chiodi. Morì non in maniera diretta per via delle ferite ma a causa della privazione di sonno dovuta al dolore. Secondo altre tradizioni, il console romano fu sottoposto a varie torture tra cui l'abbacinamento e morì in seguito al rotolamento da una collina rinchiuso dentro una botte irta di chiodi.
A parte questo riferimento, non si trovano altre fonti che citino uno strumento simile fino alla fine del XVIII secolo, quando il filosofo tedesco Johann Philipp Siebenkees riportò in un suo scritto della presunta esecuzione di un trafficante di monete false nel 1515 per mezzo di una vergine di ferro nella città di Norimberga riportata poi anche da Gustav Freytag nel suo Bilder aus der deutschen Vergangenheit (Quadri del passato tedesco, 1859-1867). In questo documento viene descritto il funzionamento della vergine di ferro come quello di un sarcofago la cui apertura, dotata di punte, richiudendosi sulla vittima ne trafiggevano arti e parti non vitali in modo da non ucciderlo se non dopo giorni di atroci sofferenze.
Da quel momento, esemplari di vergine di ferro incominciarono a comparire nei musei di tutta Europa e negli Stati Uniti, compreso l'esemplare più famoso, conservata al museo di Norimberga risalente agli inizi del 1800 ma andato poi distrutto a seguito dei bombardamenti sulla città durante la seconda guerra mondiale nel 1945. Una copia che si diceva provenisse dal castello reale di Norimberga e che venne esposta al pubblico, venne venduta da J. Ichenhauser di Londra al conte di Shrewsbury nel 1890 insieme ad altri strumenti di tortura e, dopo essere stata esposta alla World's Columbian Exposition di Chicago nel 1893, fu esposta in una mostra itinerante negli Stati Uniti. Questa copia venne messa all'asta nei primi anni sessanta del XX secolo ed è ora esposta in un museo di reperti medievali della città di Rothenburg ob der Tauber. Altri esemplari si trovano fra gli altri al Castello di Peschici, al Museo della Tortura di Siena e molti altri musei della tortura di tutta Europa e del mondo, tra cui il San Diego Museum of Man, il Meiji University Museum.
Già all'epoca ne venne messa in dubbio l'originalità e lo storico J. Ichenhauser la definì nel 1893 “… di nessun interesse per storici e antiquari”. Klaus Graf, importante archivista tedesco, nel 2001 definì la Vergine di Norimberga come “una finzione del XIX secolo, perché solo nella prima metà del XIX secolo gli schandmantel, a volte chiamati “vergini”, vennero dotati di aculei interni; in seguito, questi oggetti furono adattati a morbose fantasie mitiche e letterarie.” Gli esemplari risalenti al XVIII secolo potrebbero essere state costruiti come probabile errata interpretazione di uno Schandmantel o Schandtonne (mantello o barile della vergogna) di reale origine medievale che era un barile di legno e metallo ma privo di punte o lame interne. Wolfgang Schild, professore di diritto penale, storia del diritto penale e filosofia del diritto all'Università di Bielefeld, ha sostenuto che questi ipotetici strumenti di tortura siano assemblati in maniera artificiosa per creare oggetti spettacolari da esporre nei musei per attirare l'attenzione del pubblico.
Non esistono prove che tali macchine siano state inventate nel Medioevo, né utilizzate per scopi di tortura, ma nonostante questo sono molto famose nell'immaginario comune sul periodo medioevale nella cultura di massa; la maggior parte dei miti sulle torture inferte in epoca medievale risalgono al periodo fra 1700 e 1800, quando divenne usanza comune pensare al medioevo come un'epoca molto più brutale rispetto ai tempi moderni e inoltre si tendeva a dare una rappresentazione esagerata di molti aspetti della vita in epoca medievale non solo nel campo della tortura. Questi dispositivi vennero realizzati nel Settecento per creare oggetti di interesse da esporre a scopi commerciali nelle mostre. A Monaco di Baviera, secondo alcune testimonianze, durante il governo del principe Carlo Teodoro, era utilizzato un simile strumento di supplizio, situato nella cosiddetta via della Donzella.

Nel libro stampato nel 1844, "Persecuzioni nel Papato" del francese Frederic Shoberl, cita uno strumento impiegato da alcuni ecclesiastici per estorcere una confessione a un prigioniero che ricorda il principio di funzionamento della vergine di Norimberga dotata di chiodi e lame che trafiggevano il petto del condannato. Testimonianze dirette e prove dell'esistenza dello strumento non si hanno fino al XIX secolo quando ne venne ritrovato uno in una collezione antiquaria probabilmente realizzato durante gli ultimi anni del XVIII secolo quando era di moda il gotico e una certa idea del medioevo.

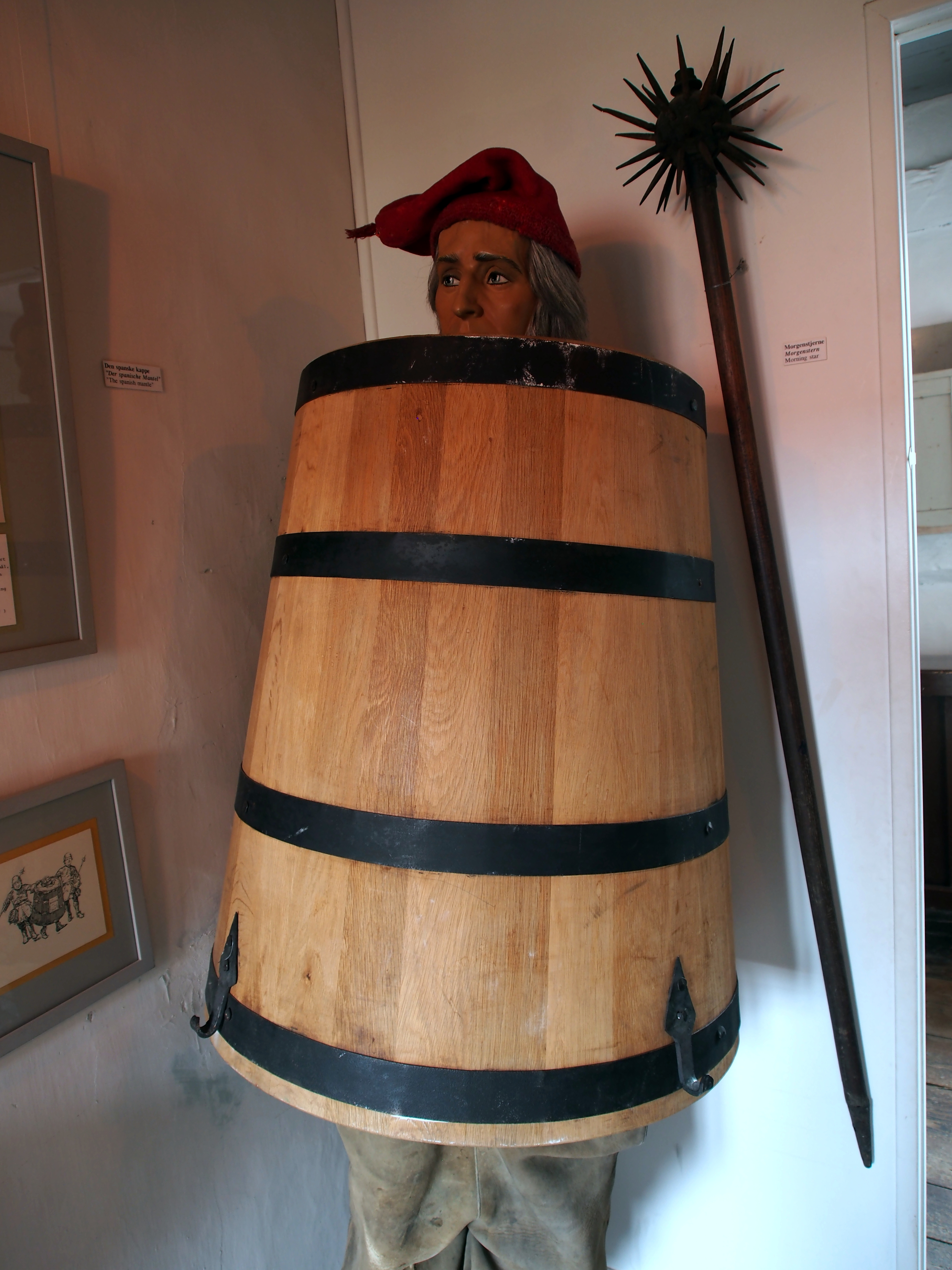
Schandmantel, Schandtonne o cappotto spagnolo

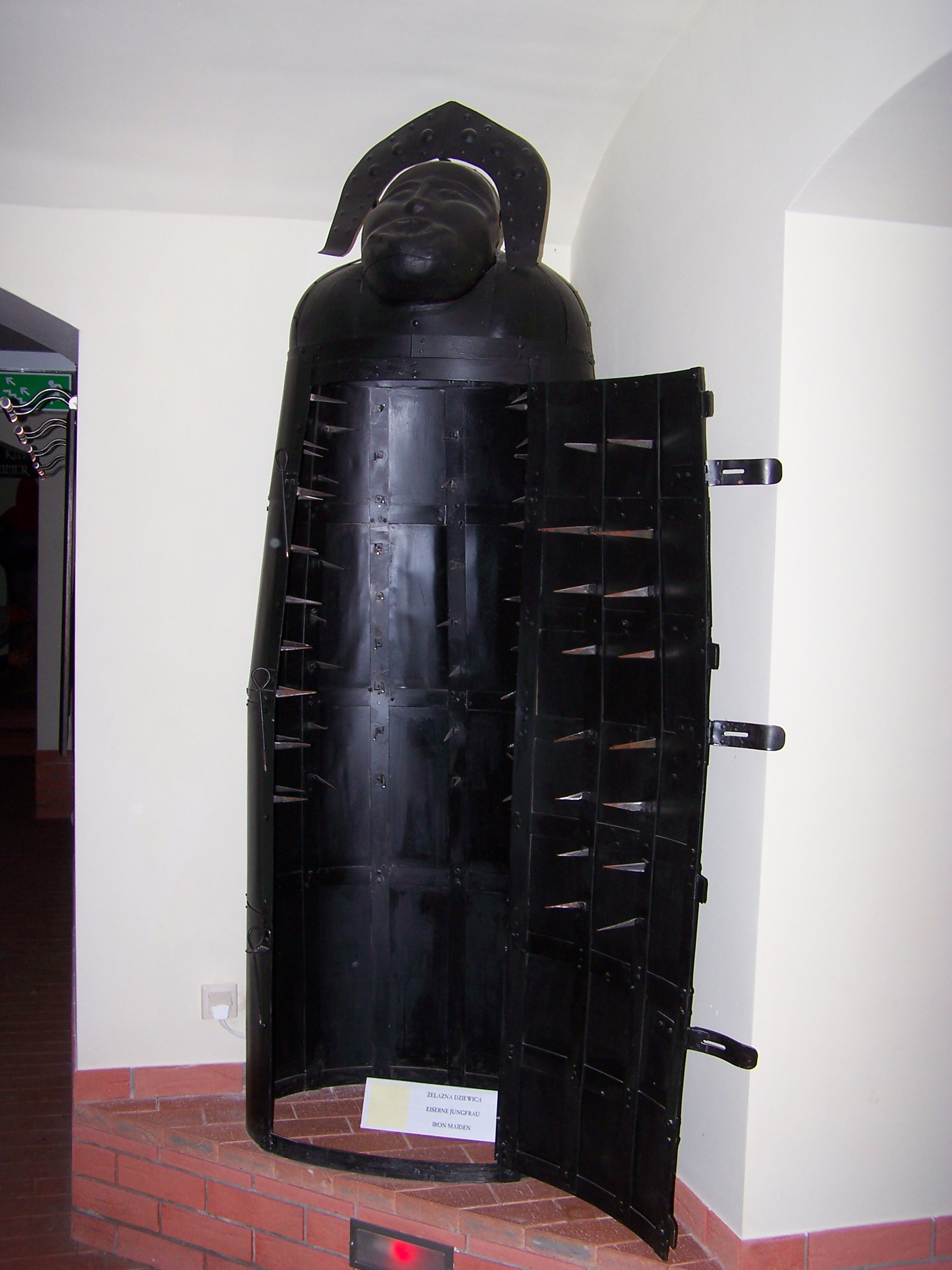
Esemplare di vergine di ferro

Si ha prova di un utilizzo moderno dello strumento: 'Uday Saddam, figlio del dittatore iracheno Saddam Hussein e dirigente del comitato olimpico iracheno durante il governo del padre, venne accusato di averlo utilizzato contro gli atleti che effettuavano scarse prestazioni. Secondo la descrizione, era alto due metri, largo 90 centimetri e profondo abbastanza da ospitare un uomo adulto; appariva chiaramente usurato e i suoi chiodi di ferro avevano perso il proprio acume. Giaceva su un lato, a portata di vista dagli uffici di ‘Uday, al primo piano dell'associazione calcio. Lo strumento venne portato all'attenzione della rivista Time da un gruppo di saccheggiatori che stava spogliando lo stabile di tutte le cose di pregio. Essi avevano lasciato lì la "Vergine di Norimberga", ritenendola priva di valore.

## Caratteristiche
La Vergine di Ferro aveva un aspetto antropomorfo con un volto da fanciulla, arricchito da un'austera Gorgiera in legno o in metallo idealmente modellato, affinché vi si potesse riconoscere lo sguardo misericordioso di Maria, e un corpo rigido formato da una coppia di porte assomiglianti ad una bara. Nel complesso misurava due metri di altezza e quasi un metro di larghezza definendo una stazza abbastanza ampia da racchiudere il corpo di un uomo completamente sviluppato.
Ciò che colpisce sono le dozzine di aculei taglienti e arrugginiti progettati per infilzare i condannati schivando gli organi vitali non appena la doppia porta si richiudeva permettendo alla vittima di rimanere in vita e in posizione retta. Talvolta si è riscontrato in qualche modello della Vergine di Norimberga un lungo chiodo non mobile destinato a infilzare il pene o la vagina dei condannati al fine di infliggere ulteriori sofferenze.
Un'altra caratteristica, secondaria e variabile ma ulteriormente significativa, era che le ante potevano essere aperte indipendentemente. Ciò sarebbe stato utile qualora si fosse voluto verificare lo stato del condannato garantendo altresì l'impossibilità ad effettuare fughe, ribellioni o ritorsioni. Nonostante ciò le porte della Vergine avevano uno spessore considerevole apparentemente progettate per insonorizzare il piccolo ambiente del sarcofago, assicurando cioè che le urla ed i lamenti dei condannati non potessero essere ascoltati all'esterno quando entrambe le porte erano sigillate.

## Esecuzione
Secondo i folcloristici rituali il condannato, una volta emessa la sentenza definitiva, doveva passare attraverso sette stanze con sette lucchetti prima di essere giustiziato. L'ultimo ambiente era un lungo corridoio e si presentava come la "Sala della Vergine" in fondo al quale era posto il sarcofago metallico ancora sigillato. Il condannato di fronte allo sguardo femminile riconosceva la figura della "Madonna" a cui rivolgeva suppliche e preghiere. Dall'esterno la figura appariva innocua e serena ma una volta spalancate le sue ante celava lunghi chiodi di ferro il cui scopo non era quello di uccidere all'istante ma di torturare lentamente. L'obiettivo, mai riscontrato storicamente, era quello di impalare la vittima ed infliggere una lunga e dolorosa agonia.
Una volta concluso il breve momento delle suppliche il condannato veniva condotto di schiena all'interno dell'armadio e i giustizieri richiudevano lentamente le ante del sarcofago in modo che gli aculei penetrassero la carne delle braccia, delle gambe e infine del busto trafiggendo la vittima contemporaneamente in innumerevoli parti del suo corpo. Il torace, le spalle e gli occhi erano le parti maggiormente colpite ma ciò senza uccidere direttamente il condannato ma causandogli spasmi e dolori lancinanti per giorni interi fino al sopraggiungere della morte.
Sebbene ciò non possa essere dimostrato da documenti dell'epoca, gli storici hanno sostenuto che i chiodi avrebbero potuto tenere in vita la vittima anche per due o tre giorni in un perpetuo stato di agonia, fin quando alla riapertura delle porte gli aculei non si sarebbero sfilati dilaniando le carni e provocando nel giro di pochi secondi la morte per dissanguamento.
Si pensa tuttavia che alcuni sarcofagi fossero dotati di punte mobili o removibili dalle porte al fine di porli e trasferirli a seconda della pena che si voleva infliggere al condannato. Ciò avrebbe definito la possibilità di giustiziare o graziare le vite dei detenuti a seconda della natura e della gravità dei crimini commessi. L'esito sarebbe stato più o meno mutilante e più o meno straziante a seconda di dove si sarebbero posizionati i chiodi al suo interno.

## Influenza culturale

### Letteratura
- La vergine di Norimberga, (The Squaw, 1893) di Bram Stoker.[26]

### Cinema
- La vergine di Norimberga (1963), del regista italiano Antonio Margheriti.[27]
- Gli orrori del castello di Norimberga (1971), del regista italiano Mario Bava.
- In Batman - Il ritorno funge da ascensore segreto per raggiungere la Batcaverna
- Nel film Saw II - La soluzione dell'enigma (2005) rappresenta la prima trappola mortale di Jigsaw.

### Fumetti
- Negli albi 135-136 (Il teatro della memoria) di Martin Mystère l'aiutante di Sergej Orloff viene rinchiuso nella Vergine di Norimberga. Allegato all'albo 136 si trova l'inserto La Santa Vehme e la Vergine di Norimberga.
- Nel manga Shaman King la leader degli X-Laws Iron Maiden Jeanne vive dentro una Vergine di Norimberga per poi manifestarsi quando combatte.

### Musica
- La vergine di Norimberga, album di Riz Ortolani
- Il nome del gruppo musicale Heavy Metal degli Iron Maiden deriva dal nome inglese di questa macchina[28].